# Molière. Eine Passion

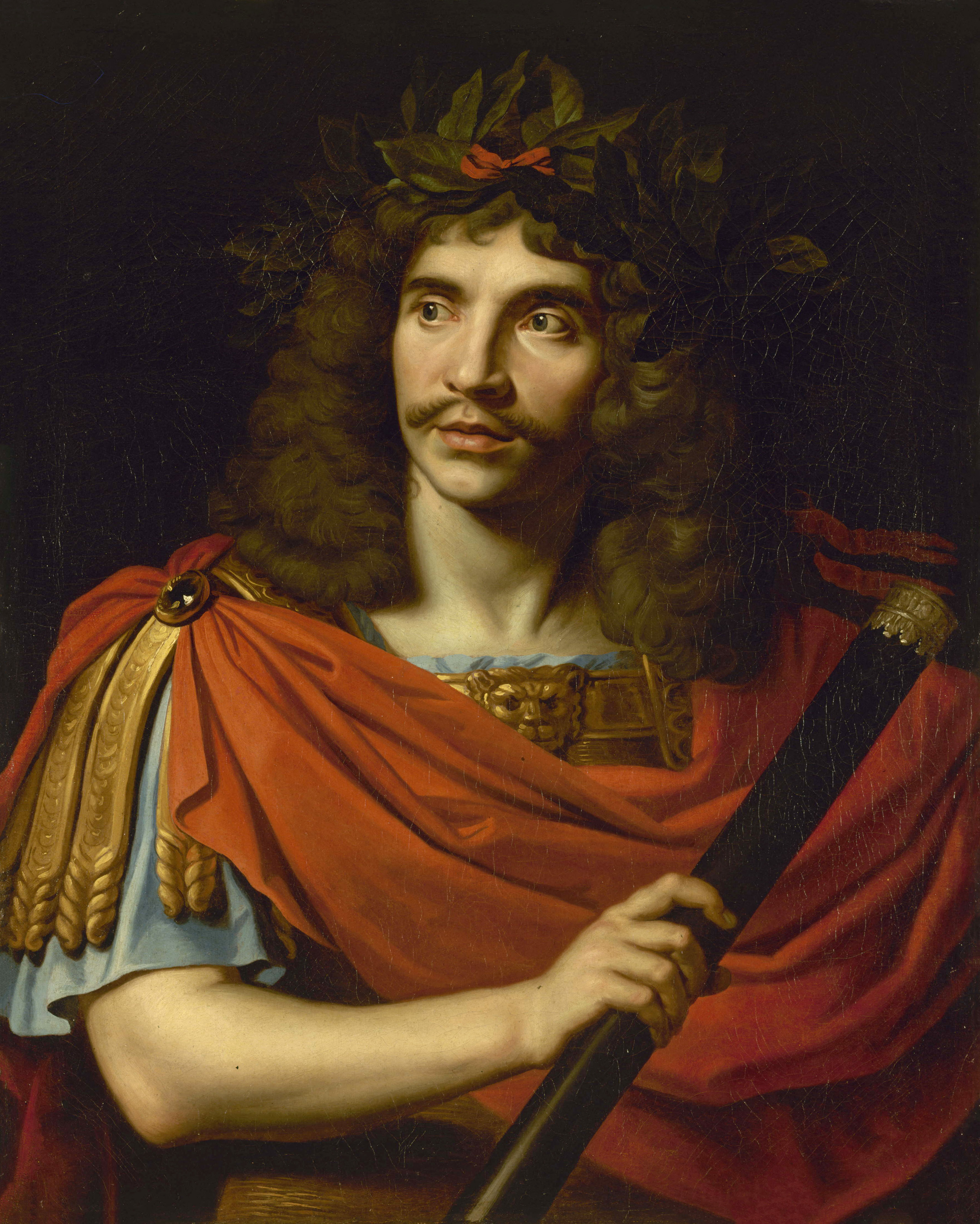
Der Titelheld des Stücks in einer zeitgenössischen Darstellung

Molière. Eine Passion ist ein Theaterwerk von Luk Perceval, dessen von Feridun Zaimoğlu und Günter Senkel stammende Textfassung auf vier Charakterkomödien Molières basiert. Die Uraufführung fand 2007 bei den Salzburger Festspielen mit Thomas Thieme in der Titelrolle statt.

## Stück
Das Werk behandelt Molières Komödien Der Menschenfeind, Don Juan, Tartuffe und der Der Geizige als Stationen des Lebenswegs ein und desselben Mannes: Molière.
Die Aufführungsdauer beträgt rund sechs Stunden. Bei dem Stück handelt es sich um eine Koproduktion der Berliner Schaubühne und der Salzburger Festspiele. Perceval hatte bereits Othello (auch als Buch erschienen) und Lulu Live in drastischen Textfassungen von Zaimolgu/Senkel für die Münchner Kammerspiele auf die Bühne gebracht.
Das Premierenpublikum spaltete sich bei der Uraufführung bei den Salzburger Festspielen in frenetisch Applaudierende und wütende Buhrufer. Auch die Kritiker polarisierte das Stück. So sprach zum Beispiel Der Tagesspiegel begeistert von einer „aggressiven Tirade über Liebes- und Lebenslust“, wohingegen Die Welt aus den vier Dramen Molières „einen schlechten Unterleibswitz“ (Ulrich Weinzierl) gemacht sah.

## Dokumentation
Mit der Aufführung mit Thieme beschäftigt sich ein ausführlicher Dokumentarfilm. Der von Nikolai Eberth stammende Liebe ist! Der Schauspieler Thomas Thieme ist Molière (2008) hatte seine Erstsendung am 16. August 2008 in 3sat. Die Arte-Sendung Metropolis hatte bereits 2007 die Endproben des Stücks dokumentiert.